# Logout
Logout, in italiano disconnessione è il termine per indicare la procedura di uscita da un sistema informatico o applicazione informatica.
Proviene dalla contrazione di log out, uscita dal log, il registro cronologico degli eventi tipico di qualsiasi sistema informativo. Altri termini corrispondenti sono: logoff, signoff, sign off.
Il logout chiude in modo completo e sicuro una sessione di lavoro in precedenza aperta con la procedura di login, impedendo l'accesso al sistema/applicazione con le credenziali immesse all'accesso, rappresentando dunque una procedura di sicurezza informatica.

## Procedura
- con interfaccia testuale: è sufficiente digitare il comando logout (o uno dei suoi simili, es. exit).
- con interfaccia grafica: nei pannelli applicativi o pagine video esiste sempre un pulsante, anche a forma di semplice X, la cui pressione fa partire la procedura di logout.

Le operazioni compiute dal sistema a fronte della richiesta di logout dipendono dal tipo, complessità e riservatezza dell'applicazione che si stava utilizzando.
 Quelle più probabili sono:
- registrazione su log di sistema;
- registrazione su log applicativo;
- registrazione su log di base dati e relativa chiusura dell'accesso;
- distruzione delle copie di informazioni sensibili dell'utente, mantenute in aree di servizio.

## Logout automatico
È una funzione importante tipica delle applicazioni web e di tutte quelle che sono sensibili ai problemi di sicurezza e riservatezza, ed è spesso implementato anche dai sistemi operativi.
Consiste nel chiudere automaticamente la sessione e l'accesso all'utente dopo un certo tempo (denominato valore di time out) durante il quale l'utente stesso non esegue alcuna operazione. Tale valore è compreso tra i parametri di servizio delle applicazioni e dei server e può essere "tarato" in funzione della sicurezza / riservatezza propria dell'applicazione.
Questa funzione è necessaria, ad esempio per evitare il classico caso di sostituzione di persona sul posto di lavoro, in buona fede o in mala fede.
Ad esempio: l'utente Tizio interrompe il proprio lavoro, si allontana per una qualsiasi ragione dalla sua postazione, passa il signor Caio o la signora Sempronia, si siede sulla sua postazione con l'accesso aperto a tutto quanto Tizio stava facendo, compreso il suo account, ossia informazioni più o meno personali, e la possibilità di portare azioni malevoli a nome dell'utente autenticato o direttamente sull'utente stesso (es. cancellazione di dati).
Senza un'opzione di logout automatico, e se l'utente non ha provveduto a chiudere la connessione, è quindi possibile che più nodi (indirizzi IP) accedano, in lettura e in modifica, nello stesso istante ad un "comune" account utente. 

Il sito può gestire in vari modi una multiutenza: 
- terminare in automatico tutte le connessioni, con perdita delle modifiche non salvate: per mantenere attiva solo l'ultima connessione in ordine di tempo, oppure quella dell'utente che ha effettuato un secondo livello di autenticazione che attesta la sua reale identità, tramite una seconda passphrase opzionale o tramite un codice generato al momento e inviato attraverso un altro canale (es. SMS al cellulare). Questo può avvenire per mantenere attiva un solo utente/connessione con accesso in modifica, mentre altri indirizzi IP possono continuare ad accedere in sola lettura, oppure anche per avere attivo in un dato istante un solo utente con accesso in lettura e modifica.
- terminare manualmente le connessioni: ulteriori funzionalità offerte dal sito possono permettere che l'utente, forte di un secondo livello di autenticazione, possa visualizzare tutte le connessioni attive che insistono sul suo account (indirizzo IP, tipo di dispositivo e browser utilizzato), e scegliere quali terminare una per una.